# A Romance of the Prairie
A Romance of the Prairie è un cortometraggio muto del 1910 diretto da Fred J. Balshofer.

## Produzione
Il film fu prodotto dalla Bison Motion Pictures e dalla New York Motion Picture.

## Distribuzione
Distribuito dalla New York Motion Picture, il film, un cortometraggio in una bobina, uscì nelle sale cinematografiche statunitensi il 25 gennaio 1910.